# 753 Тифліс
753 Тифліс (753 Tiflis) — астероїд головного поясу, відкритий 30 квітня 1913 року.
Тіссеранів параметр щодо Юпітера — 3,519.